# Grésigny-Sainte-Reine
Grésigny-Sainte-Reine este o comună în departamentul Côte-d'Or, Franța. În 2009 avea o populație de 135 de locuitori.

## Evoluția populației
| An        | 1975 | 1982 | 1990 | 1999 | 2006 | 2009 |
| --------- | ---- | ---- | ---- | ---- | ---- | ---- |
| Populație | 179  | 153  | 138  | 153  | 138  | 135  |